# East Lindsey
East Lindsey is een Engels district in het shire-graafschap (non-metropolitan county OF county) Lincolnshire en telt 130.447 inwoners. De oppervlakte bedraagt 1765 km².
Van de bevolking is 22,2% ouder dan 65 jaar. De werkloosheid bedraagt 3,1% van de beroepsbevolking (cijfers volkstelling 2001).

## Plaatsen in district East Lindsey
- Mablethorpe

## Civil parishesin district East Lindsey
Aby with Greenfield, Addlethorpe, Alford, Alvingham, Anderby, Ashby with Scremby, Asterby, Aswardby, Authorpe, Baumber, Beesby with Saleby, Belchford, Belleau, Benniworth, Bilsby, Binbrook, Bolingbroke, Brackenborough with Little Grimsby, Bratoft, Brinkhill, Bucknall, Burgh le Marsh, Burgh on Bain, Burwell, Calcethorpe with Kelstern, Candlesby with Gunby, Carrington, Chapel St. Leonards, Claxby St Andrew, Claxby with Moorby, Claythorpe, Coningsby, Conisholme, Covenham St Bartholomew, Covenham St Mary, Croft, Cumberworth, Dalby, Donington on Bain, East Barkwith, East Keal, East Kirkby, Eastville, Edlington with Wispington, Elkington, Farlesthorpe, Firsby, Fotherby, Friskney, Frithville and Westville, Fulletby, Fulstow, Gautby, Gayton le Marsh, Gayton le Wold, Goulceby, Grainsby, Grainthorpe, Great Carlton, Great Steeping, Great Sturton, Greetham with Somersby, Grimoldby, Hagworthingham, Hainton, Hallington, Haltham, Halton Holegate, Hameringham, Hannah cum Hagnaby, Harrington, Hatton, Haugh, Haugham, Hemingby, High Toynton, Hogsthorpe, Holton le Clay, Horncastle, Horsington, Hundleby, Huttoft, Ingoldmells, Irby in the Marsh, Keddington, Kirkby on Bain, Langriville, Langton, Langton by Spilsby, Langton by Wragby, Legbourne, Little Carlton, Little Cawthorpe, Little Steeping, Louth, Low Toynton, Ludborough, Ludford, Lusby with Winceby, Mablethorpe and Sutton, Maidenwell, Maltby le Marsh, Manby, Mareham le Fen, Mareham on the Hill, Markby, Market Stainton, Marshchapel, Mavis Enderby, Midville, Minting, Muckton, Mumby, New Leake, North Cockerington, North Cotes, North Ormsby, North Somercotes, North Thoresby, Orby, Partney, Raithby, Raithby cum Maltby, Ranby, Reston, Revesby, Rigsby with Ailby, Roughton, Saltfleetby, Sausthorpe, Scamblesby, Scrivelsby, Sibsey, Skegness, Skendleby, Skidbrooke with Saltfleet Haven, Sotby, South Cockerington, South Ormsby cum Ketsby, South Somercotes, South Thoresby, South Willingham, Spilsby, Stenigot, Stewton, Stickford, Stickney, Stixwould and Woodhall, Strubby with Woodthorpe, Swaby, Tathwell, Tattershall, Tattershall Thorpe, Tetford, Tetney, Theddlethorpe All Saints, Theddlethorpe St Helen, Thimbleby, Thornton le Fen, Thorpe St. Peter, Toynton All Saints, Toynton St Peter, Tumby, Tupholme, Ulceby with Fordington, Utterby, Waddingworth, Wainfleet All Saints, Wainfleet St Mary, Waithe, Walmsgate, Well, Welton le Marsh, Welton le Wold, West Ashby, West Barkwith, West Fen, West Keal, West Torrington, Wildmore, Willoughby with Sloothby, Withcall, Withern with Stain, Wood Enderby, Woodhall Spa, Wragby, Wyham cum Cadeby, Yarburgh.